# 陈志武
陈志武（1962年7月—），生於中國湖南茶陵界首农村，美籍华人，現為香港大學經管學院金融學講座教授及鄭裕彤基金教授（金融學），也是香港人文社会研究所所长。加入香港大学前，他曾任耶鲁管理学院金融学教授。

## 生平
陈志武为1979届高中毕业生，当年没有考上大学。然后复读一年于1980年考入中南矿冶学院，并于1984年获得中南矿冶学院（今中南大学）计算机学士，1986年获国防科技大学管理硕士，1990年获美国耶鲁大学金融学博士。2011年获第一财经金融价值榜「年度公共经济学家」殊荣。
现受聘于香港大学经管学院。

## 著作
- 《安然：华尔街完美案例》（2002年）
- 《媒体、法律与市场》（2005年）
- 《财富是怎样产生的》（2005年）
- 《为什么中国人勤劳而不富有》（2008年）
- 《非理性亢奋》（2008年）
- 《金融的逻辑》（2009年）
- 《24堂财富课》（2009年）
- 《陈志武说中国经济》（2010年）
- 《没有中国模式这回事！》（2010年）
- 《金融的逻辑》 （2018年）